# Aloe serriyensis
Aloe serriyensis là một loài thực vật có hoa trong họ Măng tây. Loài này được Lavranos mô tả khoa học đầu tiên năm 1965.